# 电晕放电

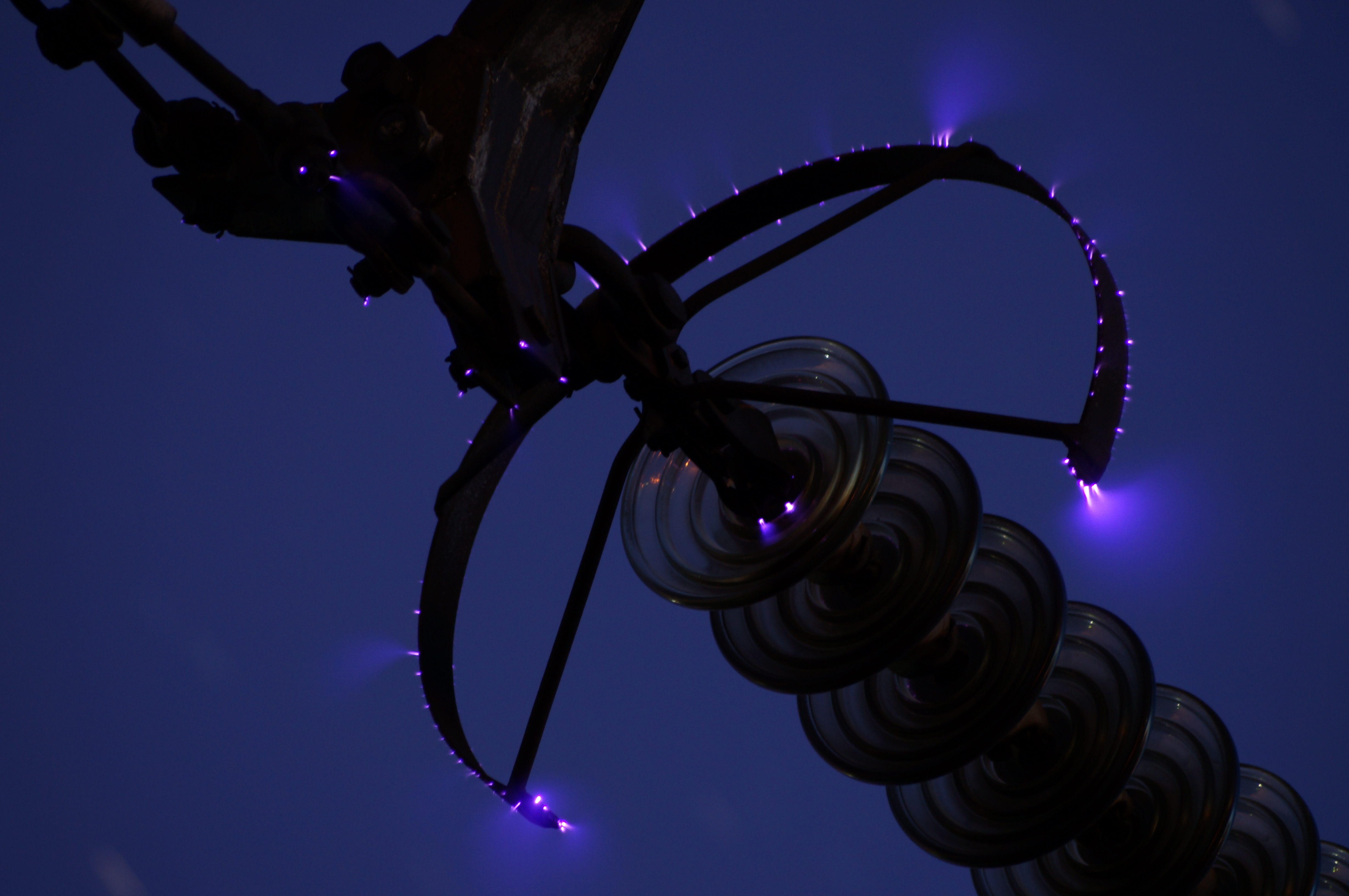
以長時間曝光所拍攝之500千伏電力輸送電䌫絕緣體（反电晕環）上發生的电晕放电現象

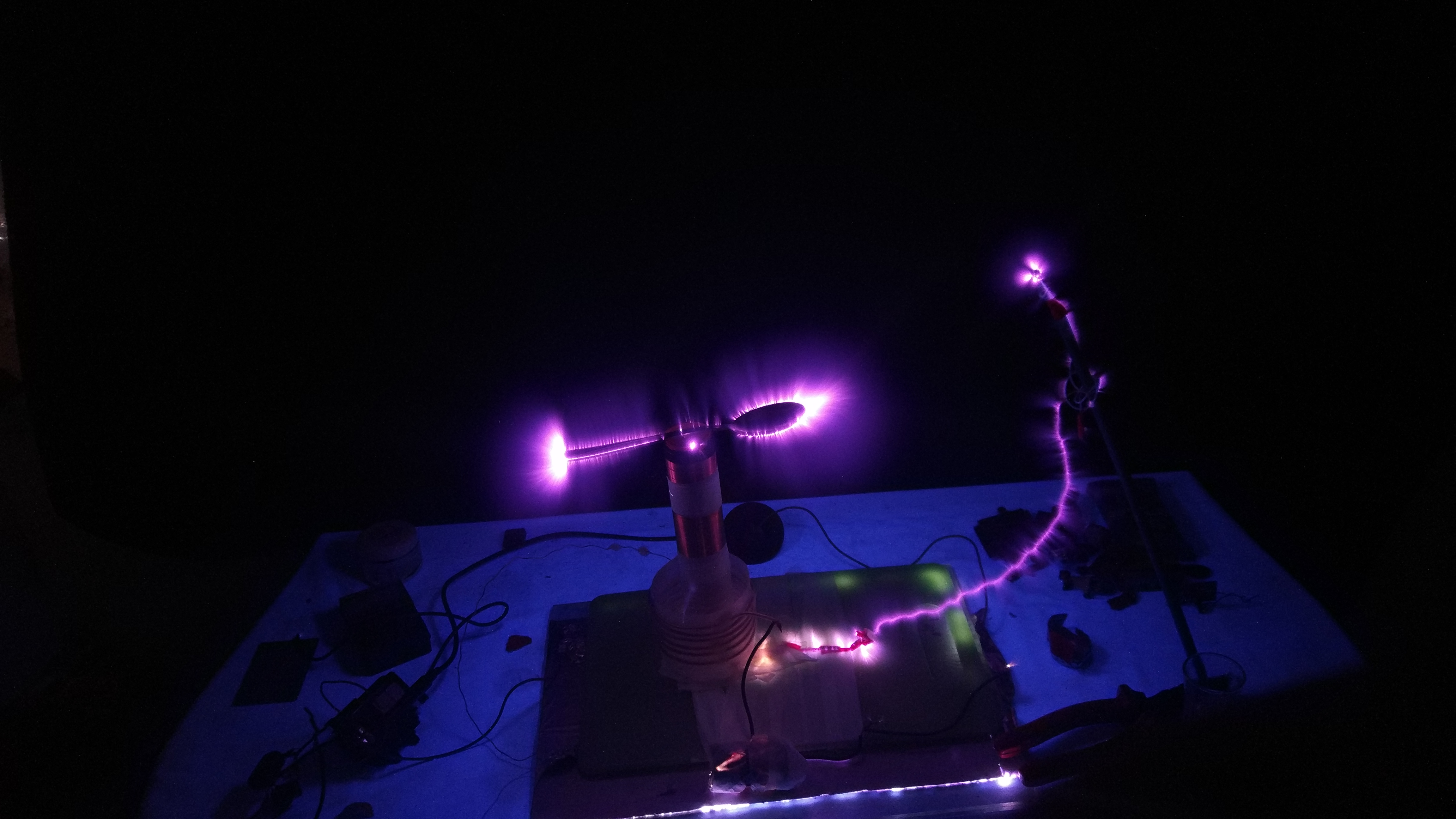
一條放置在特斯拉线圈的高壓端的湯匙所出現的电晕放电現象

电晕放电（corona discharge）是由围绕在高电压导体周围的流体电离造成的放电，此处最常见的流体就是空气，此放电因在黑暗中状似月晕而得名。
电晕放电时，在沿着导线或电极的表面可以看到光層（電暈） ，伴有咝咝声，并产生臭氧、氧化氮等。非导电介质也有此现象，此因在高电压下电场强度过大，导致非导电介质被击穿，絕緣體的電阻迅速下降，繼而使得一部分絕緣體變為導體，而形成放电现象，常发生在高压电线周围或带电体的尖端附近（尖端放电）。
高压电线上的电晕放电会引起功率损失、无线电干扰、电视干扰以及噪声干扰，产生的紫外线还会对某些动物造成困扰。电晕放电可以通过改善绝缘性、使用电晕环，以及采用圆滑的导线截面并设计足够大的截面面积来避免。